# Silke Pradella
Silke Pradella (Lebensdaten unbekannt) ist eine ehemalige deutsche Fußballspielerin.

## Karriere
Pradella gehörte der SSG 09 Bergisch Gladbach als Mittelfeldspielerin an, für die sie am 8. Juli 1989 in Montabaur im Finale um die Deutsche Meisterschaft spielte. Ihr 17-minütiger Einsatz beim 2:0-Sieg über den TuS Ahrbach – sie wurde in der 74. Minute für Petra Meyer eingewechselt – wurde mit dem Titel belohnt.

## Erfolge
- Deutscher Meister 1989